# Isochariesthes erlangeri
Isochariesthes erlangeri là một loài bọ cánh cứng trong họ Cerambycidae.